# Pedro de Vera
Pour les articles homonymes, voir Vera.
Pedro de Vera y Mendoza (1430-1505) fut un militaire espagnol, conquérant des îles Canaries.

## Biographie
Né à Xérès-de-la-Frontera d'une famille noble d'Andalousie, il fut envoyé en 1480 par les Rois catholiques à la Grande Canarie comme capitaine général. Il consolida la domination espagnole dans cette île et soumit tout l'archipel en cinq ans. 
Il déporta tous les Guanches, habitants indigènes, divisa les terres entre ses soldats et des colons qu'il appela d'Espagne, et y naturalisa la canne à sucre. Rappelé en 1488 à cause des violences qu'il exerçait, il se signala dans la guerre contre Grenade en 1492, et mourut peu après à Xérès.

### Sources
- Marie-Nicolas Bouillet  et Alexis Chassang (dir.), « Pierre de Vera » dans Dictionnaire universel d’histoire et de géographie, 1878 (lire sur Wikisource)